# Марк Флавий Апр (консул 176 года)
Марк Флавий Апр (лат. Marcus Flavius Aper) — римский политический деятель второй половины II века.
Происходил из рода Флавиев. Его отцом был консул 130 года Марк Флавий Апр. Между 155 и 160 годом Апр был консулом-суффектом. В 176 году он вторично занял должность консула, но теперь ординарного, вместе с Титом Помпонием Прокулом Витразием Поллионом.